# Mister Global
Mister Global es un concurso de belleza masculino de origen tailandés, que se celebra anualmente. Candidatos de aproximadamente 30 países (independientes o autónomos) del mundo se reúnen cada año en Tailandia para competir por el título. Cada concursante representa a su país de origen, y el ganador del concurso lleva el título por un período de un año, añadiendo a él, el año en que lo ganó.

## Ganadores
| Año  | Mister Global                          | País            | Ciudad anfitriona            | Candidatos |
| ---- | -------------------------------------- | --------------- | ---------------------------- | ---------- |
| 2024 | Daumier Corilla                        | Filipinas       | Bangkok, Tailandia           | 31         |
| 2023 | Jason Bretfelean                       | India           | Maha Sarakham, Tailandia     | 36         |
| 2022 | Juan Carlos Ariosa                     | Cuba            | Chiang Mai, Tailandia        | 39         |
| 2021 | Miguel Ángel Lucas Carrasco (Renunció) | España          | Maha Sarakham, Tailandia     | 33         |
| 2021 | Danh Chiếu Linh (Asumió)               | Vietnam         | Maha Sarakham, Tailandia     | 33         |
| 2019 | Jongwoo Kim                            | Corea del Sur   | Bangkok, Tailandia           | 38         |
| 2018 | Dario Duque                            | Estados Unidos  | Bangkok, Tailandia           | 38         |
| 2017 | Pedro Gicca                            | Brasil          | Chiang Mai, Tailandia        | 28         |
| 2016 | Tomáš Martinka                         | República Checa | Chiang Mai, Tailandia        | 30         |
| 2015 | Nguyễn Văn Sơn                         | Vietnam         | Bangkok, Tailandia           | 21         |
| 2014 | Myat Thuya Lwin                        | Birmania        | Nakhon Ratchasima, Tailandia | 16         |

## Países ganadores
| País            | Títulos | Año(s)              |
| --------------- | ------- | ------------------- |
| Vietnam         | 2       | 2015, 2021 (Asumió) |
| Filipinas       | 1       | 2024                |
| India           | 1       | 2023                |
| Cuba            | 1       | 2022                |
| España          | 1       | 2021 (Renunció)     |
| Corea del Sur   | 1       | 2019                |
| Estados Unidos  | 1       | 2018                |
| Brasil          | 1       | 2017                |
| República Checa | 1       | 2016                |
| Birmania        | 1       | 2014                |